# يزيد بن أسد بن كرز البجلي
يزيد بن أسد بن كرز البجلي هو ابن الصحابي أسد بن كرز بن عامر وجد خالد بن عبد الله بن يزيد القسري أمير العراق لهشام بن عبد الملك. وهو قائد حجازي من الشجعان وذوي الرأي، وخرج مع بعوث المسلمين إلى الشام، فسكن دمشق وكان فيها من ثقات معاوية وخاصته، ولما حوصر عثمان بن عفان في المدينة، هب يزيد من دمشق لنجدته بأربعة آلاف فارس من بجيلة الذين بالشام، فوصلها بعد مقتل عثمان.

## نسبه
مختلف فيه نسبة الى قولين:
الاول :هو يزيد بن أسد بن كرز بن عامر بن عبد الله بن عبد شمس بن عمعمة بن جرير بن شق الكاهن بن صعب بن يشكر بن رهم بن أفرك بن نذير بن قسر بن عبقر بن أنمار بن إراش بن البجلي القسري، جد خالد بن عبد الله بن يزيد القسري.
الثاني:يزيد بن أسد بن كرز بن عامر بن عبد الله بن عبد شمس بن عمعمة بن جرير بن شق الكاهن بن صعب بن يشكر بن رهم بن أفرك بن نذير بن قسر بن عبقر بن أنمار بن نزار بن البجلي القسري، جد خالد بن عبد الله بن يزيد القسري.

## رواية الحديث
روى حديثه خالد بن عبد الله، عن أبيه، عن جده: أخبرنا أبو الفضل الفقيه المخزومي بإسناده عن أحمد بن علي بن المثنى قال حدثنا عثمان بن أبي شيبة حدثنا هشيم بن بشير، حدثنا سيار قال: سمعت خالداً القسري على المنبر يقول: حدثني أبي، عن جدي قال: قال رسول الله : يا يزيد بن أسد حب للناس ما تحب لنفسك.
قال يحيى بن معين: كان أهل خالد ينكرون أن يكون لجدهم يزيد صحبة، ولو كان له صحبة لعرفوا ذلك. وخالف يحيى الناس فعدوه في الصحابة. أخرجه الثلاثة.